# براد همیلتون
براد همیلتون (به انگلیسی: Brad Hamilton) (زادهٔ ۲۰ نوامبر ۱۹۸۹) شناگر اهل جامائیکا است.